# Laguna Terraplén
Laguna Terraplén är en sjö i Argentina.   Den ligger i provinsen Chubut, i den sydvästra delen av landet, 1 500 km sydväst om huvudstaden Buenos Aires. Laguna Terraplén ligger 598 meter över havet. Arean är 2,4 kvadratkilometer. Den sträcker sig 2,2 kilometer i nord-sydlig riktning, och 1,8 kilometer i öst-västlig riktning.
Omgivningarna runt Laguna Terraplén är i huvudsak ett öppet busklandskap. Runt Laguna Terraplén är det mycket glesbefolkat, med 4 invånare per kvadratkilometer.